# Geranium niveum
Geranium niveum là một loài thực vật có hoa trong họ Mỏ hạc. Loài này được S.Watson mô tả khoa học đầu tiên năm 1886.